# 루웬조리관박쥐
루웬조리관박쥐(Rhinolophus ruwenzorii)는 관박쥐과에 속하는 박쥐의 일종이다. 콩고민주공화국과 르완다, 우간다에서 발견된다. 자연 서식지는 아열대 또는 열대 기후 지역의 습윤 저지대 숲과 습지, 동굴, 지하 서식지(동굴 외)이다. 서식지 감소로 위협을 받고 있다.

## 특징
보통 크기의 박쥐로 몸길이는 83~104mm이고 전완장은 55~61.7mm, 꼬리 길이는 25~34mm이다. 발 길이는 11~14.5mm, 귀 길이는 28~38mm, 몸무게는 최대 19.5g이다. 털이 길고 양털처럼 부드럽다. 등 쪽은 짙은 갈색부터 회색빛 갈색까지 다양하지만 배 쪽은 좀 더 밝다. 귀는 비교적 길다.

## 생태
동굴 속이나 탄광과 같은 인공 구조물 속에서 혼자 또는 최대 10마리씩 무리를 지어 생활한다. 먹이는 곤충, 특리 나방으로 추정된다. 3월말에 우간다에서 갓 젖을 빠는 새끼와 어린 박쥐가 포획되었다.

## 분포 및 서식지
루웬조리산맥과 우간다 서부의 알버틴 대지구대, 콩고민주공화국 북동부, 르완다 북서부 지역을 따라 널리 분포한다. 해발 1,066m와 2,667m 사이의 고산 지대와 아고산 숲 지역, 저지대 우림 가장자리 지역에서 서식한다.